# Richardia undulata
Richardia undulata är en tvåvingeart som beskrevs av Willi Hennig 1937. Richardia undulata ingår i släktet Richardia och familjen Richardiidae.
Artens utbredningsområde är Colombia. Inga underarter finns listade i Catalogue of Life.